# Jaume Falgàs i Solanes
Jaume Falgàs i Solanes (Barcelona, 6 de novembre de 1919 - Barcelona, 30 de gener de 1975) fou un futbolista català de la dècada de 1930.
Fou un futbolista que jugava de centrecampista i que destacà al FC Barcelona durant els anys 1930, primer a l'equip Amateur, i després al primer equip, principalment durant el període de Guerra Civil. Va jugar 6 partits amb el primer equip, un d'ells oficial durant el Campionat de Catalunya de la temporada 1937-38, que guanyà el Barça. Finalitzada la guerra va defensar els colors del Terrassa FC i del CE Mataró.